# Punerot
Punerot település Franciaországban, Vosges megyében. Lakosainak száma 149 fő (2022. január 1.). Punerot Mont-l’Étroit, Saulxures-lès-Vannes, Autreville, Harmonville, Martigny-les-Gerbonvaux, Ruppes és Tranqueville-Graux községekkel határos.

## Népesség
A település népességének változása:
| Lakosok száma | 173  | 161  | 164  | 157  | 157  | 156  | 153  | 152  | 149  |
|               | 2013 | 2015 | 2016 | 2017 | 2018 | 2019 | 2020 | 2021 | 2022 |